# Eremotettix walkeri
Eremotettix walkeri är en insektsart som beskrevs av Henri Saussure 1888. Eremotettix walkeri ingår i släktet Eremotettix och familjen Pamphagidae. Inga underarter finns listade i Catalogue of Life.